# La fête est finie
La fête est finie – album studyjny francuskiego rapera Orelsana, wydany 20 października 2017 roku przez 7th Magnitude, 3ème Bureau i Wagram Music.

## Lista utworów
Źródło: Apple Music
| Nr  | Tytuł                                 | Długość |
| --- | ------------------------------------- | ------- |
| 1.  | „San”                                 | 4:02    |
| 2.  | „La fête est finie”                   | 3:03    |
| 3.  | „Basique”                             | 2:43    |
| 4.  | „Tout va bien”                        | 2:29    |
| 5.  | „Défaite de famille”                  | 3:43    |
| 6.  | „La Lumière”                          | 3:13    |
| 7.  | „Bonne meuf”                          | 2:03    |
| 8.  | „Quand est-ce que ça s’arrête”        | 2:57    |
| 9.  | „Christophe” (feat. Maître Gims)      | 2:46    |
| 10. | „Zone” (feat. Nekfeu & Dizzee Rascal) | 4:46    |
| 11. | „Dans ma ville, on traîne”            | 4:00    |
| 12. | „La pluie” (feat. Stromae)            | 2:55    |
| 13. | „Paradis”                             | 3:49    |
| 14. | „Notes pour trop tard” (feat. Ibeyi)  | 7:34    |

## Pozycje na listach i certyfikaty
| Państwo           | Lista (2017)        | Najwyższa pozycja |
| ----------------- | ------------------- | ----------------- |
| Francja           | Top 250 Albums      | 1                 |
| Belgia (Walonia)  | Ultratop 200 Albums | 1                 |
| Szwajcaria        | Alben Top 100       | 2                 |
| Belgia (Flandria) | Ultratop 200 Albums | 36                |

| Państwo | Certyfikat |
| ------- | ---------- |
| Francja | Diament    |
| Belgia  | Złoto      |